# Wazektomia
Wazektomia (łac. vasotomia, od łac. vas „naczynie”, gr. ektomía „wycinać”) – metoda traktowana jako antykoncepcja dla mężczyzn, mikrochirurgiczny zabieg urologiczny polegający na przecięciu i podwiązaniu nasieniowodu lub nasieniowodów w celu przerwania ich ciągłości. Skutkiem interwencji jest blokada drożności światła nasieniowodów, a tym samym przerwanie transportu elementów komórkowych – głównie plemników – do ejakulatu. Spermatogeneza wciąż zachodzi, a wyprodukowane w jądrach plemniki są samoistnie resorbowane przez organizm. Podwiązanie nasieniowodów wymaga krótkotrwałego przerwania aktywności seksualnej (ok. 7 dni po zabiegu). U pacjenta po wazektomii ejakulat może zawierać komórki rozrodcze męskie do 2–3, czasem 5 miesięcy od zabiegu, pochodzące z pęcherzyków nasiennych, które mogą być rezerwuarem spermatozoidów. W tym okresie zaleca się stosowanie dodatkowych form antykoncepcji do momentu potwierdzenia negatywnym wynikiem badania morfologii nasienia na obecność żywych plemników w ejakulacie. Wazektomia jest zabiegiem trwałym. Rewazektomia daje potencjalną możliwość odwrócenia jego skutków przez ponowne zespolenie nasieniowodów.

## Procedura zabiegowa

Miejsce podlegające zabiegowi wazektomii (zaznaczone na czerwono)

Podwiązanie nasieniowodów to zabieg wykonywany przez specjalistów z zakresu urologii lub chirurgii. Procedura przeprowadzania wazektomii obejmuje dwie części:
- formalną – wywiad z pacjentem, analizę wyników badań laboratoryjnych krwi (głównie krzepnięcia krwi, wykonanych na 2 tygodnie przed zabiegiem), badanie fizykalne, uzupełnienie, przeczytanie i podpisanie dokumentów medycznych;
- zabiegową – działania prowadzone przez specjalistę z zakresu urologii lub chirurgii w gabinecie zabiegowym.

Technika rekomendowana przez specjalistów urologów to przecięcie nasieniowodów i obszycie lub koagulacja końcówek. Metoda ta jest jedyną dozwoloną na terenie Niemiec. Zakładanie tytanowych klipsów może wiązać się ze złamaniem nasieniowodu i niepożądanymi konsekwencjami dla pacjenta. Interwencję poprzedza wykonanie znieczulenia nasiękowego nasieniowodów i skóry moszny. Możliwe są dwie techniki zabiegowe – tradycyjna z cięciem chirurgicznym lub częstsza – technika WBS (wazektomia bez skalpela). Polega ona na niewielkim rozwarstwieniu skóry moszny nad wyczuwalnym przez nią nasieniowodem za pomocą preparatora typu mosquito. Po przecięciu lub rozwarstwieniu skóry i wypreparowaniu nasieniowodu zakłada się dwie podwiązki i następnie wycina ok. 5–8 mm fragment nasieniowodu. Jest to zabieg mikrochirurgiczny, ponieważ przewód ma ok. 3 mm w obwodzie. W dalszej kolejności następuje koagulacja światła fragmentu brzusznego nasieniowodu oraz obu ujść części brzusznej i jądrowej nasieniowodów. Zabieg zwieńcza wewnątrzpowięziowa transpozycja wolnych końców nasieniowodów szwem o długim okresie wchłaniania (względnie oklipsowanie), a następnie zespolenie rozwarstwionej skóry moszny pojedynczym szwem niewchłanianym lub klejem tkankowym. Ostateczna metoda, jaką wykonuje się podwiązanie nasieniowodów – co do znieczulenia, nacięcia lub rozwarstwienia skóry – zależy od anatomicznych uwarunkowań pacjenta. Po takim zabiegu mężczyzna staje się niepłodny. Zabieg nie ma natomiast wpływu na zdolność do wytrysku, ponieważ większość objętości nasienia stanowią produkty gruczołu krokowego. Obustronnie wykonany zabieg powoduje ubezpłodnienie. Wazektomia trwa ok. 15–30 minut (łącznie z wywiadem ok. 1,5 h) i nie wymaga późniejszej hospitalizacji.

## Powikłania
W 50–66% przypadków po wazektomii może pojawić się powikłanie w postaci vasitis nodosa – guzkowatych zgrubień na końcach podwiązanych nasieniowodów o niezłośliwym charakterze. Do innych – rzadszych – skutków ubocznych, jakie może wywołać wazektomia, zalicza się:
- krwiaka miejsca operowanego (0,2–0,5% przypadków) – rozległe zasinienie moszny lub guzek w mosznie wielkości 2–3 cm, powstałe w kilka dni po zabiegu;
- infekcję miejsca operowanego (0,5% przypadków) – stan zapalny z zaczerwienieniem okolic rany lub całej moszny, ropną wydzieliną z miejsc rozwarstwienia skóry, przedłużającym się bólem oraz podwyższoną temperaturą ciała (powyżej 37 °C);
- zastoinowe zapalenie najądrza (0,5% przypadków) – powiększone oraz bolesne najądrze bezpośrednio po zabiegu lub w późniejszym czasie. Ból może być wynikiem wzrostu ciśnienia w najądrzach, przewlekłego zapalenia czy też podrażnienia nerwów przez szew/zrost;
- ból, obrzęk i zaczerwienienie w okolicy moszny (0,8% przypadków) – trwające kilka godzin lub do dwóch dni, ustępujące samoistnie, uznawane bardziej za reakcję fizjologiczną organizmu niż powikłanie po zabiegu;
- zespół bólu moszny/jąder (0,8% przypadków) – dolegliwość utrzymująca się nawet do kilku tygodni po zabiegu. Około jeden na tysiąc przypadków może przerodzić się w przewlekły zespół bólowy moszny, który staje się poważnym problemem klinicznym;
- rekanalizację nasieniowodów (0,2% przypadków) – niepowodzenie interwencji ujawniające się rok lub więcej od chwili, gdy została wykonana wazektomia. Są to sporadyczne przypadki, ale potwierdzające, że nie jest to metoda antykoncepcji dająca 100% pewności, choć o skuteczności przekraczającej 99%.

Generalnie u mężczyzn po wykonanym zabiegu wazektomii nie obserwuje się różnic w jakości i poziomie satysfakcji ze stosunku płciowego w porównaniu do współżycia sprzed interwencji chirurgicznej. Erekcja (wzwód) i ejakulacja (wytrysk nasienia) przebiegają na dotychczasowym poziomie, z normalną obecnością ejakulatu, którego kolor i konsystencja pozostają bez zmian. Dzieje się tak dlatego, że plemniki stanowią mikroskopijną część objętości spermy, w związku z czym brak ich obecności nie ma wpływu na wygląd nasienia. Wazektomia nie odbija się także negatywnie na gospodarce hormonalnej pacjentów, u których została zastosowana tego rodzaju antykoncepcja dla mężczyzn. Zabieg nie powoduje zmian w poziomie popędu seksualnego, ilości zarostu czy barwie głosu mężczyzny.

## Regulacje prawne

### Na świecie
W wielu krajach wazektomia to zabieg legalny, traktowany jako antykoncepcja dla mężczyzn i uważany za formę kontroli urodzin. O tym, że wazektomia jest dozwoloną metodą antykoncepcyjną wyraźnie mówi prawo m.in.: Austrii, Danii, Finlandii, Norwegii, Szwecji, Wielkiej Brytanii, Japonii, Panamy, Singapuru oraz niektórych stanów USA (w pozostałych stanach podwiązanie nasieniowodów jest zgodne z prawem, ponieważ nie zostało wyraźnie zakazane). W innych krajach (np. w Salwadorze) metoda ta jest legalna na mocy rozporządzeń ministerialnych. W wielu państwach wazektomia jest dopuszczalna, ponieważ przepisy prawne wyraźnie jej nie zakazują. Dzieje się tak w przypadku Australii, Francji, Holandii, Luksemburgu, Chin, Korei Południowej, większości byłych krajów Wspólnoty Brytyjskiej, większości stanów USA oraz państw, których prawodawstwo wywodzi się z ustawodawstwa angielskiego lub z prawa zwyczajowego (np. w Indiach).

### W Polsce
W Polsce wazektomia postrzegana jest jako zabieg kontrowersyjny, w związku z powszechnym przekonaniem o jego nielegalności. W polskim porządku prawnym brak jest jednak przepisu jednoznacznie zakazującego wykonywania wazektomii. Wszelkie nieporozumienia dotyczące legalności przeprowadzania tego zabiegu medycznego wynikają ze skrajnych interpretacji art. 156 § 1 pkt 1 kodeksu karnego, który stwierdza, że kto powoduje ciężki uszczerbek na zdrowiu w postaci pozbawienia zdolności płodzenia podlega karze pozbawienia wolności na czas nie krótszy od lat 3. Wazektomia jako zabieg odwracalny (w wyspecjalizowanych ośrodkach rewazektomia jest skutecznie przeprowadzana w 80% przypadków) nie powoduje pozbawienia mężczyzny zdolności płodzenia, a jedynie takie trwałe skutki podlegają penalizacji. Jądra mężczyzny po zabiegu nadal produkują plemniki. W tym kontekście wazektomia może być pojmowana jako zgodna z polskim porządkiem prawnym.

## Aspekt psychologiczny
Modelowym profilem psychologicznym osoby decydującej się na zabieg wazektomii jest dojrzały – nie tylko metrykalnie, ale i emocjonalnie – spełniony mąż/partner i ojciec. Mimo iż rewazektomia daje szanse odwrócenia skutków zabiegu, poczucie niemożności zapłodnienia kobiety może wiązać się z przeżywaniem utraty męskości i ojcowskim niespełnieniem. Ważne, by mężczyzna podjął decyzję o nieplanowaniu kolejnego potomstwa przy jednoczesnej chęci cieszenia się satysfakcjonującą aktywnością seksualną wspólnie z partnerką. Wazektomia jest przejęciem przez mężczyznę odpowiedzialności za antykoncepcję w diadzie, uwolnieniem kobiety od stosowania antykoncepcji (w tym hormonalnej), mając na uwadze zdrowie i komfort partnerki.

## Wazektomia a religia

### Judaizm
W judaizmie stosunki seksualne są rzeczą właściwą w obrębie małżeństwa. Antykoncepcję dopuszczano tylko w szczególnych okolicznościach (nie były nimi trudności ekonomiczne). Nie zalecano zaś abstynencji seksualnej, gdyż przeczy ona nakazowi „Bądź płodny i rozmnażaj się” oraz nie pozwala na spełnianie obowiązków małżeńskich względem żony. Tradycyjnie nakaz rozmnażania się rozumiano jako obowiązkowy dla kobiet. Stąd kobietom zabraniano stosowania środków antykoncepcyjnych, podczas gdy metody męskiej antykoncepcji były dozwolone. Obecnie w Izraelu wykonywana jest zarówno wazektomia, jak i rewazektomia.

### Kościół rzymskokatolicki
W Kościele katolickim ocena moralna zabiegu wazektomii (praktykowanej w celu ubezpłodnienia mężczyzny) jest jednoznacznie negatywna. Zarówno mężczyzna, który poddaje się takiemu zabiegowi w celach antykoncepcyjnych, jak i lekarz, który taki zabieg wykonuje, popełnia grzech śmiertelny. Według doktryny katolickiej celem nadrzędnym małżeństwa, obok wzajemnej miłości, jest prokreacja. Skutkiem współżycia seksualnego pożądanym przez naturę jest potomstwo. Stosowanie antykoncepcji niweczy potencjalną możliwość poczęcia potomstwa i w ten sposób przeczy idei małżeństwa, stąd jest grzechem przeciwko naturze. Dozwolone jest natomiast korzystanie z metod naturalnych opierających się na okresowej abstynencji w trakcie owulacji (naturalne planowanie rodziny).

### Kościół prawosławny
W przeszłości kontrola urodzin była zdecydowanie potępiana przez Cerkiew. Obecnie zaczynają przeważać bardziej liberalne poglądy. Wielu prawosławnych teologów i ojców duchowych uważa, że rozsądne użycie środków antykoncepcyjnych w małżeństwie nie jest samo w sobie grzeszne. Ich zdaniem o ilości dzieci i o odstępach, w jakich powinny się pojawić, najlepiej rozstrzygają sami rodzice, kierując się głosem sumienia. Jedynymi jasno potępianymi w prawosławiu środkami antykoncepcyjnymi są środki wczesnoporonne.

### Kościoły protestanckie
Doktryna protestancka zezwoliła na kontrolowanie urodzeń (The Lambert Confence), a biskupi anglikańscy zatwierdzili ją w roku 1958. Światowa Rada Kościołów zobowiązała się w 1961 roku do współpracy z ONZ w sprawie demografii. W roku 1979 Synod Biskupów wydał raport deklarujący, że celem seksualności ludzkiej jest przyczynianie się do pomnażania ludzkiego dobra, przyjemności, prokreacji rodzinnej, porządku społecznego i lepszej jakości życia dla wszystkich. Raport ten wyraźnie sygnalizuje zmianę dotychczasowej postawy.

### Islam
Zgodnie z Koranem muzułmanie wierzą, że dzieci są darem Allaha. Istnieje też długa lista praw dziecka danych przez Allaha i proroków, której należy sprostać. W obecnym kształcie społeczności muzułmańskich rodzicom nie jest łatwo spełniać obowiązki względem dużych rodzin. Z tego powodu obecni prawnicy Hanafi uważają zapobieganie ciąży za wskazane (nawet bez zgody małżonka) w sytuacjach i okolicznościach niepozwalających na godne wychowanie dziecka w sposób, który przyniósłby zaszczyt Prorokowi.

## Światowy Dzień Wazektomii
Światowy Dzień Wazektomii (World Vasectomy Day Organisation – WVDO) to organizacja, którą w 2013 r. zainicjowali i ufundowali wspólnie – amerykański reżyser filmowy Jonathan Stack oraz amerykański urolog dr Doug Stein. Jej celem jest popularyzowanie wazektomii szczególnie w krajach słabo rozwiniętych z ogromnym przyrostem naturalnym oraz w krajach, w których – z powodu przesądów i niezrozumienia istoty zabiegu, jakim jest podwiązanie nasieniowodów – wazektomia jest mało dostępna. WVDO ma także na celu inspirowanie ludzi do angażowania się w ogólnoświatową debatę na temat planowania rodziny. W roku 2014 Światowy Dzień Wazektomii przypadł na 7 listopada. W roku 2013 w trakcie obchodów tego wydarzenia, ponad 100 lekarzy z 25 krajów przeprowadziło w ciągu 24h ponad 1000 zabiegów wazektomii. W roku 2014 wykonano 1500 wazektomii w ciągu 24h wraz z transmisją on-line z przeprowadzenia jednego z zabiegów. W edycji 2014 po raz pierwszy wzięła udział również Polska.

## Statystyki
Ostatnie szacunki wskazują, że ponad 45 mln mężczyzn przeszło wazektomię, a podobna liczba używa prezerwatywy, co stanowi 1/3 wszystkich stosowanych dziś na świecie metod antykoncepcji (dotyczących zarówno kobiet, jak i mężczyzn). Zgodnie z raportem Departamentu Zdrowia i Usług Społecznych USA z 2005 roku wazektomia zajmuje czwarte miejsce na liście najpopularniejszych środków antykoncepcyjnych (16% respondentów) po tabletkach antykoncepcyjnych (28%), salpingotomii, tj. podwiązaniu jajowodów (23%) i prezerwatywie (17%). W USA na ponad 307 mln mieszkańców zabieg ten wykonuje się u 600 tys. pacjentów rocznie. W Chinach podwiązanie nasieniowodów to antykoncepcja dla mężczyzn stosowana przez 7 mln mężczyzn w roku.

## Historia
Wazektomia była używana też w próbach zmiany orientacji seksualnej osób homoseksualnych.